# Cours-les-Barres
Cours-les-Barres là một xã thuộc tỉnh Cher trong vùng Centre-Val de Loire miền trung Pháp.

## Dân số
| 1962                                | 1968 | 1975 | 1982 | 1990 | 1999 | 2006 |
| ----------------------------------- | ---- | ---- | ---- | ---- | ---- | ---- |
| 772                                 | 698  | 656  | 906  | 1052 | 1082 | 1121 |
| Từ năm 1962 Dân số không tính trùng |      |      |      |      |      |      |